# HMS Birkenhead (1845)
HMS Birkenhead var en av de första järnfartyg som byggdes för Royal Navy. Hjulångaren var på resa med soldater till Östra Kapprovinsen, där Xhosakrigen rasade. Fartyget förliste den 26 februari 1852 utanför Gansbaai, Västra Kapprovinsen i södra Afrika.

## Beskrivning
Birkenhead var en ny fartygstyp som kombinerade segel och ånga. Hon byggdes vid John Lairds varv i Birkenhead vid Merseyflodens mynning. Fartyget hade två ångmaskiner som vardera utvecklade 350 hästkrafter, kopplade till skovelhjul. Hon hade tre master riggade som en barkentin. En annan nyhet var att skrovet var indelat i sju vattentäta skott. 1850 byggdes Birkenhead om till ett trupptransportfartyg. Flera av de vattentäta skotten försågs med dörrar för att skapa mer utrymmer för soldater, vilket visade sig olyckligt. Fartyget blev det snabbaste och bekvämaste trupptransportfartyget vid denna tid. En resa från Storbritannien till Kapstaden tog mindre än 40 dygn.

## Sista resan
Den engelska Kapkolonin behövde militär förstärkning för att försvara sig mot Xhosafolket.
En stormig dag i januari 1852 lämnade Birkenhead Cork på södra Irland. Ombord fanns 638 personer, varav 125 besättningsmän, 450 militärer, 63 passagerare, varav 25 kvinnor och 31 barn. Resan gick bra och i slutet på februari förtöjde Birkenhead i Simon's Town strax söder om Kapstaden för att fylla på förråden och ta ombord hästar till officerarna. Den 25 februari gick färden vidare med destination Port Elizabeth i östra kapprovinsen.

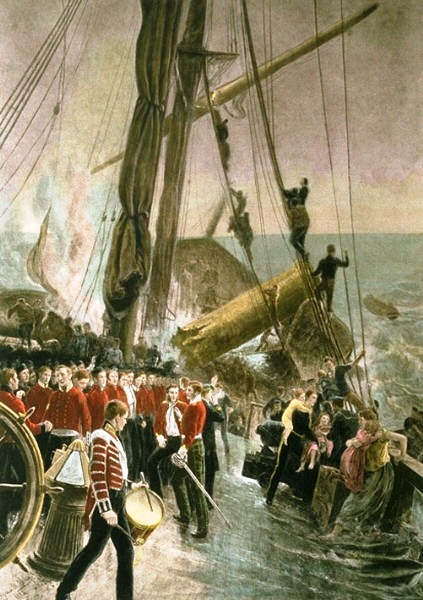
Vraket av Birkenhead

Fartygschefen, kapten Salmond hade fått order att så snabbt som möjligt anlända till Port Elizabeth och beslöt därför att gå så nära kusten som möjligt. Gansbaai-udden passerades vid midnatt och djupet lodades med jämna mellanrum, farten var cirka 8 knop och djupet 20 meter. Plötsligt körde fartyget på ett undervattensrev som inte fanns utmärkt på något sjökort. Maskinrummet och förskeppet vattenfylldes snabbt. På undre däck drunknade ett hundratal soldater i sömnen. Det fanns inte tillräckligt med livbåtar och flera gick inte att sjösätta. Överstelöjtnant Seton vid Royal Highland Fusiliers kallade upp alla överlevande soldater på däck och beordrade ordning och disciplin. Trumslagare spelade regementets drill medan Seton ropade ”Kvinnor och barn först”. Birkenhead sjönk 25 minuter efter grundstötningen. Nästa morgon kom skonaren Lioness och räddade 193 personer. 445 personer drunknade eller föll offer för hungriga hajar.

## Eftermäle

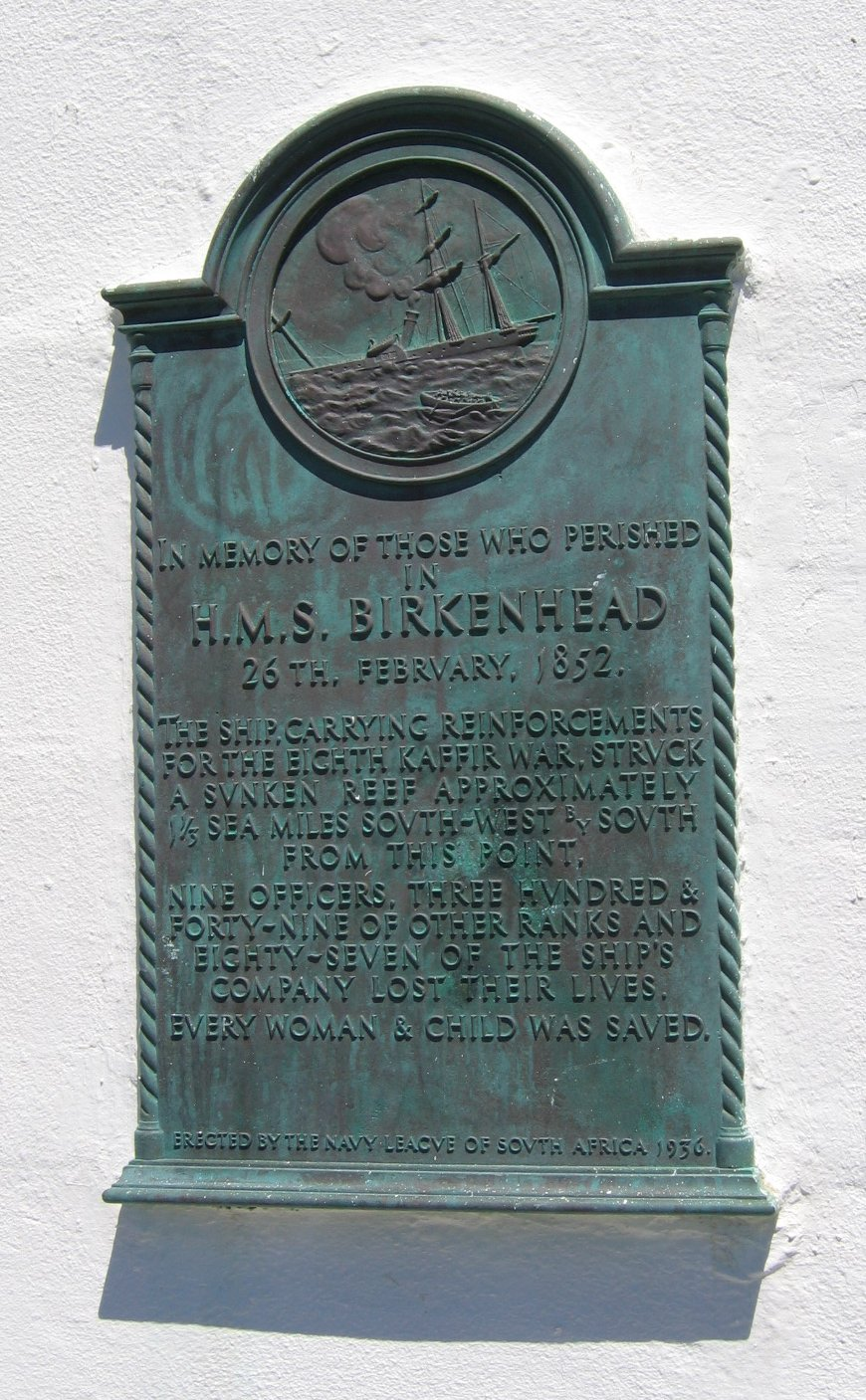
Minnestavla vid Danger Point

Vid Gansbaai-udden byggdes en fyr som varnar för undervattensrevet som sänkte Birkenhead. En minnestavla restes vid Danger Point Lighthouse.
I katedralen i Bury St Edmunds i grevskapet Suffolk finns en minnestavla över de män från stadens regemente som omkom vid Birkenheads förlisning.